# Зубковский сельсовет (Новосибирская область)
Зубковский сельсовет — сельское поселение в Краснозёрском районе Новосибирской области Российской Федерации.
Административный центр — село Зубково.

## История
Статус и границы сельского поселения установлены Законом Новосибирской области от 2 июня 2004 года № 200-ОЗ «О статусе и границах муниципальных образований Новосибирской области»

## Население
| 2002  | 2010  | 2012  | 2013  | 2014  | 2015  | 2016  |
| ----- | ----- | ----- | ----- | ----- | ----- | ----- |
| 2284  | ↘1774 | ↗1788 | ↘1746 | ↘1719 | ↘1690 | ↘1646 |
| 2017  | 2018  | 2019  | 2020  | 2021  |       |       |
| ↘1604 | ↘1575 | ↘1548 | ↘1510 | ↘1459 |       |       |

## Состав сельского поселения
| № | Населённый пункт | Тип населённого пункта       | Население |
| - | ---------------- | ---------------------------- | --------- |
| 1 | Зубково          | село, административный центр | ↘711      |
| 2 | Зубково          | железнодорожная станция      | ↘617      |
| 3 | Ульяновка        | село                         | ↘326      |
| 4 | Успенский        | посёлок                      | ↘120      |